# Tristachya laxa
Tristachya laxa är en gräsart som beskrevs av Frank Lamson Scribner och Elmer Drew Merrill. Tristachya laxa ingår i släktet Tristachya och familjen gräs. Inga underarter finns listade i Catalogue of Life.